# Eugenio Martín Márquez
Eugenio Martín Márquez   (Granada, 15 de maig de 1925 - Madrid, 23 de gener de 2023) va ser un guionista i director de cinema espanyol.

## Biografia
Va estudiar Dret en la Universitat de Granada, al mateix temps que col·laborava en diferents revistes universitàries amb poemes i crítiques. Durant aquest temps, va dirigir el "Cine-Club" universitari. Va estudiar Direcció a l'IIEC, i va realitzar diversos curts. Va ser ajudant de direcció de Guy Hamilton, Michael Anderson, Nathan Juren, Jack Sher o Nicholas Ray. I fins i tot va arribar a conrear el subgènere del spaghetti western, va realitzar algunes co-direccions al costat del també director espanyol José Luis Merino.
Entre les seves pel·lícules cal destacar:Las Leandras amb Rocío Dúrcal; La vida sigue igual, protagonitzada per Julio Iglesias; La chica del Molino Rojo, última pel·lícula musical de Marisol; El hombre de Río Malo (1971), amb James Mason, Lee van Cleef i Gina Lollobrigida; i Pánico en el Transiberiano, ambiciosa producció amb un repartiment encapçalat per Christopher Lee, Peter Cushing, Telly Savalas, Alberto de Mendoza, Silvia Tortosa…
Encara que mai no va tenir un èxit destacable ni en taquilla ni en crítiques, algunes pel·lícules seves, com Pánico en el Transiberiano han assolit l'estatus de cinema de culte. La revista Fangoria la va incloure en el seu llibre 101 Best Horror Movies You've Never Seen: A Celebration of the World's Most Unheralded Fright Flicks.
L'11 d'octubre de 2017 va rebre un homenatge pel 50è aniversari de la seva pel·lícula El precio de un hombre (1967) al 7è Festival de Cinema Western d'Almería.

## Filmografia

### Direcció i guió
- Despedida de soltero (1961)
- Una señora estupenda (1966)
- El hombre de Río Malo (1971)
- El desafío de Pancho Villa (1972)
- No quiero perder la honra (1975)

### Direcció
- Hipnosis (1962)
- El precio de un hombre (1966)
- Réquiem para el gringo (1968)
- La vida sigue igual (1969, protagonitzada per Julio Iglesias)
- Las Leandras (1969)
- Una vela para el diablo (1973)
- Pánico en el Transiberiano (1973)
- La chica del Molino Rojo (1973, protagonitzada per Marisol)
- Call Girl: La vida privada de una señorita bien (1976)
- La sal de la vida (1995)

### Guió
- Cervantes. (1980, direcció: Alfonso Ungría).

### Televisió
Eugenio Martín va dirigir les següents sèries televisives:
- Juanita, la Larga (1982)
- Vísperas (1985).

## Premi
- En 1956 va rebre un esment especial del Cercle d'Escriptors Cinematogràfics al millor curtmetratge per Viaje romántico a Granada.[5]